# Hamartom
Hamartom är en benign tumörliknande utväxt, som utgörs av en ansamling av celler som växer med samma hastighet som omgivande celler. 
Hamartomet består av celler som normalt finns i området, till skillnad från cancerceller som skiljer sig från omgivande vävnad.
Hamartom är den vanligaste orsaken till kroniska funktionsstörningar i hypotalamus, vilket kan orsaka epilepsi och pubertas precox. Andra varianter är tuberös skleros.
Hamartom behandlas vid behov med kirurgi eller strålkirurgi.